# Direitos LGBT no México
Os direitos de lésbicas, gays, bissexuais e transgêneros (LGBT) no México se expandiram nos últimos anos, de acordo com as tendências jurídicas mundiais. A influência intelectual da Revolução Francesa e da breve ocupação francesa do México (1862-1867) resultou na adoção do Código Napoleônico, que descriminalizou os atos sexuais entre pessoas do mesmo sexo em 1871. Leis contra a imoralidade pública ou indecência, no entanto, foram usadas para processar pessoas que se envolvem com eles. 
Informações sobre a homossexualidade entre os povos pré-colombianos e os primeiros anos de colonização são raras e confusas. Cronistas frequentemente descrevem costumes indígenas o qual se surpreenderam ou não concordavam, mas eles tendem a ter uma postura de acusação ou de justificação, o que torna impossível distinguir entre a realidade e a propaganda. Em geral, parece que os astecas também se opuseram a práticas homossexuais, enquanto os espanhóis e outros povos indígenas demonstravam maior tolerância. Os nativos americanos Dois-espíritoss, por exemplo, costumavam executar o trabalho de ambos os sexos, masculino e feminino. A história da homossexualidade na época colonial e no período que se seguiu à independência, permanece a ser estudada. Dominam a história LGBT as execuções de homossexuais em 1658 e o fato que ficou conhecido como Baile dos Quarenta e Um,  em 1901, dois grandes escândalos que atingiram a vida pública mexicana.
A situação está mudando gradualmente no século XXI, em parte graças à descoberta da comunidade LGBT como uma comunidade consumidora em potencial, o chamado Pink money. Leis foram criadas para combater a discriminação, a partir de 2003, e dois territórios, o Distrito Federal e o estado de Coahuila de Zaragoza, já legalizaram a união civil para homossexuais, até o ano de 2007. Em 21 de dezembro de 2009, o governo da Cidade de México aprovou o casamento entre pessoas do mesmo sexo, com 39 votos a favor e 20 votos contrários, fazendo da Cidade do México a primeira cidade da América Latina a conceder tais direitos. No entanto, o México continua a ser um dos países com os maiores crimes contra a comunidade LGBT, sendo que, em média, uma pessoa homossexual é morta a cada dois dias por motivos homofóbicos no país.

## História

### México  pré-colombiano
A maioria das notícias sobre os povos pré-colombianos e a questão da homossexualidade provém de crônicas e contos ditos pelos espanhóis. Os relatos devem tomar-se com precaução, já que era comum a acusação de sodomia para justificar a conquista, igualmente a outras acusações, reais ou inventadas, como sacrifícios humanos, canibalismo e idolatria. Uma vez que ambos os defensores dos nativos indígenas quanto aqueles que se opuseram à sua defesa manipulam informações acerca da homossexualidade no seu parecer, na tentativa de minimizar a incidência de sodomia e outras histórias exageradas, é impossível obter um quadro preciso acerca da percepção da homossexualidade no território do México pré-colombiano. Esta conclusão é advinda do historiador Antonio de Herrera y Tordesillas, que estudou a homossexualidade na sociedade mexicana em 1601.
Os índios dois-espíritos era algo generalizado entre os povos indígenas americanos. Primeiro considerados hermafroditas pelos conquistadores espanhóis, tratava-se de homens que adotavam uma série de funções e comportamentos tidos por femininos, sendo comum, também, a utilização da expressão "duas mentes" para designá-los - eis que não eram considerados nem homens, nem mulheres - pelos conquistadores, mas vistos como um terceiro gênero e com funções espirituais vistas como exageradas. Os conquistadores, muitas vezes, consideravam-nos o equivalente a homossexuais passivos e os tratavam com desprezo e crueldade.

#### Os maias e astecas

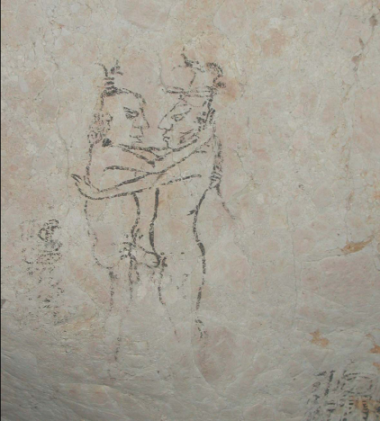
Pintura homoerótica maia nas paredes da gruta de Naj Tunich, em El Petén (na Guatemala).

Os maias eram relativamente tolerantes com a homossexualidade. Sabemos que alguns de seus rituais incluíam relações sexuais entre pessoas do mesmo sexo, o que não era motivo para a condenação à morte na sociedade. A sociedade maia considerava a homossexualidade preferível ao sexo heterossexual antes do casamento, então os nobres adquiriam escravos sexuais para seus filhos.
Os astecas eram intolerantes com a homossexualidade, embora alguns de seus rituais públicos tivessem passagens homoeróticas. Um exemplo é a deusa adorada pela civilização, Xochiquetzal, que sob sua aparência masculina, com o nome de Xochilipilli, protegia a prostituição masculina e a homossexualidade. A história mítica dos astecas foi dividida em "quatro mundos", dos quais o primeiro era tido como "fácil, com vida dedicada à sodomia, perversão, e adoração à Xochiquetzal", onde eles tinham esquecido "virtudes masculinas de guerra e a administração da sabedoria". O autor Richard Texler Toltecas, em seu livro Sex and the Conquest, afirma que que os astecas convertiam alguns dos inimigos conquistados, incluindo os Dois-espíritos, seguindo a metáfora de que "a penetração é um exemplo de poder".
A lei asteca castigava a homossexualidade com a morte, que muitas das vezes era praticada através da forca. Os homossexuais ativos tinham seus corpos empalados e os homossexuais passivos sofriam extrações do corpo para o orifício anal. Lésbicas eram punidas com a morte por porrete. Alguns autores afirmam que essas leis rigorosas não foram utilizadas na prática e que os homossexuais eram relativamente livres.
A existência do lesbianismo é atestada pela palavra ‘patlacheh, que na língua náuatle refere-se a mulheres executando atividades masculinas, incluindo a penetração em outras mulheres, como revelado no livro Historia general de las cosas de la Nueva España, de Bernardino de Sahagún.

### A conquista

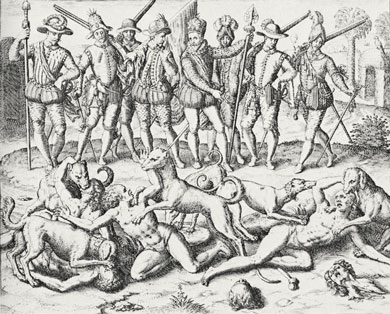
Gravura de Théodore de Bry, representando a cena em que Balboa excita seus cães contra os berdaches (1594); Biblioteca Pública de Nova Iorque.

Desde o primeiro contato dos espanhóis com os indígenas, o canibalismo e a homossexualidade na sociedade indígena foi questionada. O médico de Colombo, Diego Alvarez Chanca, foi o primeiro a dar conhecimento sobre os mesmos, numa carta de 1494. Ele fala do costume dos Caribes em capturar meninos e eliminar todos os órgãos masculinos. Estas "características femininas desenvolvidas faziam com que os Caribes usassem-na para praticar sodomia de forma similar aos árabes, que desfrutavam de suas jovens como eunucos e bardajes. [...] Uma vez que os homens cresciam, os caribes os matavam e comiam".
Um relatório sobre os nativos da região, atribuído à Hernán Cortés e feito em 1519 pelo Conselho da vila de Veracruz, comentava que "eles com certeza são todos sodomitas e praticam esse pecado abominável". O relatório era destinado ao rei Carlos I de Espanha. Em outro relato de um conquistador italiano anônimo, é dito que os homens e mulheres de Pánuco adoravam um órgão sexual masculino e falos foram erigidos em praças públicas e templos para adoração, o que era visto como "multiplicidade de métodos usados por homens para satisfazer seu vício abominável [e] quase incrível demais para ser acreditado. [...] Por fim, o relato dizia que "todos os habitantes da Nova Espanha e os de outras regiões adjacentes comiam carne humana e comumente praticavam sodomia e bebiam em excesso", comparando alguns dos costumes dos nativos com os sarracenos impíos.
Em meados do século XVI, tanto Bernal Díaz del Castillo, como o explorador Gonzalo Fernández de Oviedo e o soldado Juan de Grijalva escrevem sobre cenas de sodomia esculpidas na arquitetura, jóias de ouro e estátuas. O fato foi confirmado em 1526 por Gonzalo Fernández de Oviedo, encarregado de explorar as minas de ouro da América. Ao mesmo tempo, Álvar Núñez Cabeza de Vaca escreve:
| “ | Práticas diabólicas [...] um homem casado com outro homem, ou um homem afeminado amarionado, homens impotentes que se vestiam como mulheres e faziam funções de mulheres, sim, embargavam o uso do arco e flecha e do transporte de cargas pesadas em suas pessoas. Vimos muitos amarionados, alguns mais altos e corpulentos que outros homens. Muitos desses homens afeminados praticavam o pecado contra a natureza. | ” |

Isabel I de Portugal, esposa de Carlos V, possivelmente impulsionada por essas histórias, proibiu em 1529 o plantio ou o uso do agaver para fermentação do pulque. A rainha acreditava que a bebida alcoólica levava os índios a "fazer sacrifícios humanos e praticar o pecado nefando".
Estas e outras histórias tornaram-se um gênero literário genuíno, circulando em toda a Península, e foram usadas para justificar a noção de império e a dominação dos índios e ocupação de seus territórios. O téologo Francisco de Vitória, no entanto, entendia que os índios tinham razão e, como tal, o imperador não deveria possuir direito sobre eles, considerados "infiéis que cometem pecados não naturais, como a idolatria, prostituição e pederastia, todas as infracções a Deus, podiam ser detidos pela força". A legitimidade para tal se baseava na cultura e costumes diferentes dos índios, entre os mais notáveis: o canibalismo, o sacrifício humano e a sodomia, a este respeito a conquista do México poderia simplesmente ter representado uma extensão da conquista espanhola dos infiéis, em seguida, representados pelos mouros.

### Vice-Reino da Nova Espanha
A partir de meados do século XVI, os primeiros cronistas que viveram e trabalharam na Nova Espanha tornaram-se mais notáveis. O frei Toribio de Benavente, mais tarde chamado Motolinia, foi um dos cronistas mais importantes deste período. Ele escreveu que os índios bebiam um vinho chamado pulque, a ponto de ficarem bêbados, seguido pelo sacrifício de humanos e os "vícios da carne", especialmente [...] classificado como um pecado hediondo. Alguns historiadores oficiais do Reino da Espanha também se pronunciaram acerca da homossexualidade no território do atual México, entre eles Francisco López de Gómara e Ginés de Sepúlveda. Lopes de Gómara identificou os índios americanos como "seres fantásticos", apesar de nunca ter pisado em solo americano. Ginés de Sepúlveda acreditava que os índios haviam sido pré-determinados pela natureza para a servidão. O frade franciscano Bernardino de Sahagún dedicou o capítulo De las personas viciosas tales como rufianes y sodomitas, de seu livro Historia general de las cosas de la Nueva España (1558-1565), ao assunto. Outro conquistador que abordou a homossexualidade na região foi Bernal Díaz del Castillo, que escreveu um relato da conquista espanhola do México. Ele relatou, em 1568, as religiões indígenas e seus sacerdotes, o sacrifício humano e a homossexualidade. Em 1569, Tomás López Mendel culpa os sacerdotes indígenas de espalhar a homossexualidade entre o povo.
Em reação a esses escritos, a partir de 1542, Bartolomé de las Casas, juntamente com outros escritores indígenas e missionários, lança uma contraofensiva literária. De las Casas considerava o "ódio pela homossexualidade como o pior, a mais detestável de qualquer maldade humana". Ele negou todas as notícias dos conquistadores e exploradores espanhóis, afirmando que estes tinham "difamado os índios acusando-os de estarem infectados com a homossexualidade, uma falsidade do mal". Ele admitiu que em um país tão grande poderia haver casos isolados de indivíduos homossexuais, o qual ele atribuiu a "uma corrupção natural de depravação, uma espécie de doença ou medo de bruxaria e outras magias", mas que não havia casos de homossexuais entre os convertidos ao cristianismo. De las Casas dá como exemplo os Mixas (povo indígena), que queimaram cruelmente os homossexuais descobertos no templo. De acordo com declarações do frade Agustín de Vetancurt, aqueles homens que se vestiam como mulheres (e vice-versa ) eram enforcados caso cometessem o "pecado nefasto", e os sacerdotes eram queimados, sendo que estas declarações foram confirmadas pelo frade Jerónimo de Mendieta. O cronista e missionário Gregorio García, em seu livro Origen de los Indios del nuevo mundo (1607), afirmou que antes da chegada dos espanhóis, "os homens da Nova Espanha cometiam grandes pecados, especialmente aquele contra a natureza, mas eram frequentemente queimados e consumidos pelo fogo enviado dos céus [... os indígenas] castigavam os homossexuais com a morte, executados com grande vigor. [...] Estrangulavam e afogavam mulheres que se deitavam com outras mulheres, visto que eles também consideravam antinatural." Garcia associou os casos de homossexualidade a "índios miseráveis, visto que o Diabo havia feito-os acreditar que os deuses que adoravam também praticavam a homossexualidade e, portanto, consideravam um bom hábito e legal".
Escritores indígenas se juntaram a De las Casas para defender culturas americanas. Fernando de Alva Ixtlilxóchitl, governador de Texcoco, escreveu em 1605 que entre os Chichimecas, quem "assumia o papel das mulheres tinha suas partes interiores extraídas pelas nádegas, enquanto se estava amarrado a uma estaca, depois de ter despejado sobre seu corpo cinzas, sob a qual seriam enterrados [...] O relato de Fernando de Alva Ixtlilxóchitl é, segundo Crompton, muito detalhado para ser inventado, mas segundo Garza, o relato mostra sinais claros da influência mediterrânea e o fato da diferenciação entre homossexuais ativos e passivos.
A administração colonial impôs leis aos costumes dos povos indígenas que, no caso da sodomia, era facilitada pela existência de leis semelhantes entre os astecas. Durante a Idade de Ouro espanhola, o crime de sodomia foi tratado e punido como equivalente à traição ou heresia, os dois crimes mais graves contra o Estado. Inicialmente, a Inquisição foi controlada pelos bispos locais, como o arcebispo Zumárraga (1536-1543) que, de um estudo dos processos judiciais da época, mostra que a homossexualidade era uma grande preocupação do tribunal. A punição para os pecados sexuais eram geralmente multas, penitência, humilhação pública e chicotadas em casos graves. Em 1569, Felipe II criou oficialmente o tribunal da Cidade do México, mas no Vice-Reino da Nova Espanha apenas a justiça civil estava encarregada de julgar os casos de homossexualidade.
A primeira queima de sodomitas conhecida no México ocorreu em 1530, quando foi queimado na fogueira Caltzontzin, acusado de idolatria, sacrifício e sodomía. Também Cieza de León conta que Juan de Olmos, juiz principal de Puerto Viejo, no Peru, tinha condenado à fogueira "grandes quantidades desses maus e demoníacos índios". Em 1596, o vice-rei Gaspar de Zúñiga, conde de Monterrey, relatou em uma carta a Filipe II para justificar o aumento de salários dos funcionários reais que haviam apreendido e queimado alguns índios considerados pela Espanha como criminosos, por cometer o pecado nefando de sodomia. No entanto, Zúñiga não informa o número de vítimas ou as circunstâncias da ocorrido.

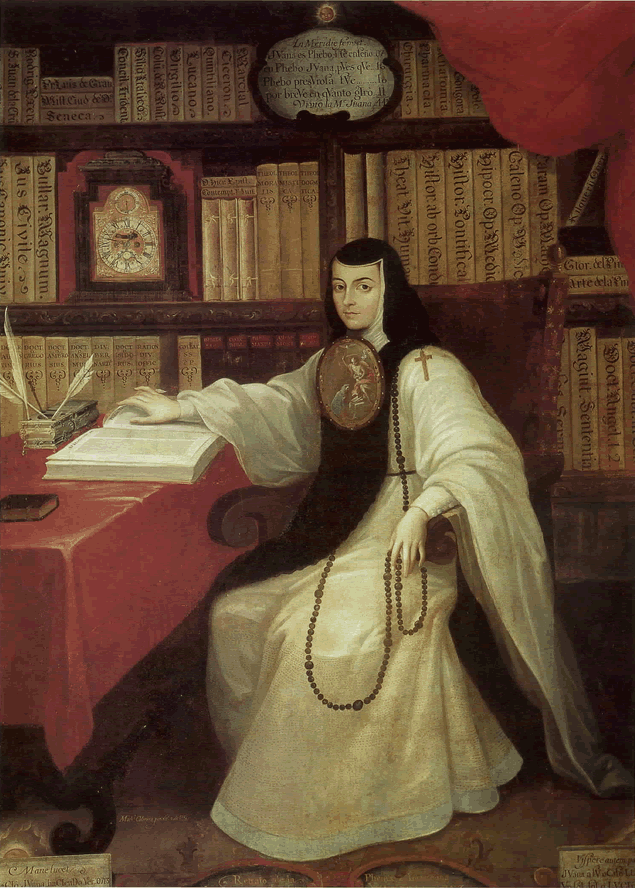
Sor Juana de la Cruz foi um ícone para a cultura lésbica moderna.

Em 1658, o vice-rei da Nova Espanha, Duque de Alburquerque, escreveu uma carta a Charles II revelando um caso de pecado abominável na Cidade do México em que havia "dezenove presos, catorze dos quais foram condenados à fogueira." Entre os acusados estava Lucas Matheo, um jovem de 15 anos, que foi salvo da fogueira por sua idade, mas sofreu condenação de 200 chicotadas e seis anos de trabalho duro para a Coroa. Entre os documentos enviados para o rei, estava outra carta do Supremo Tribunal de Justiça de Sua Majestade Juan Manuel Sotomayor, descrevendo a sodomia como um "câncer endêmico", que tinha se "infestado e espalhado entre os prisioneiros cativos da Inquisição em suas celas individuais. "A carta de Sotomayor informa que entre 1657 e 1658 foram investigados ou condenados 125 indivíduos, cujos nomes, etnias e ocupações eram listadas abaixo. Tanto o vice-rei quanto o juiz baseavam a sua rejeição à sodomia na Bíblia e na religião.
O caso anterior permite entrever a subcultura de homossexuais na Cidade do México na primeira metade do século XVII, uma vez que muitos dos acusados tinham mais de 60 anos, e praticavam a homossexualidade há pelo menos 20 anos. Todos os condenados eram de classe social baixa, negros, índios, mulatos e eruopeus pobres. Há indícios de que as classes mais altas também estava envolvida, mas não foram acusados por conta de sua influência. Muitos dos acusados tinham apelidos como Juan de la Vega, que era apelidado de Cotita, Juan Correa, chamado de La Estanpa e Miguel Geronimo, apelidado de La Cangarriana. Esses apelidos eram usados para prostituição na cidade. O grupo reunia-se regularmente em casas particulares, muitas vezes, nos dias de festas religiosas, com a desculpa de orar e prestar homenagem à Virgem e aos santos, mas na verdade travestiam-se e realizavam orgias. As próximas datas e locais de encontros eram discutidos nas próprias festas anteriores ou discutidas pelos correios e mensageiros pertencentes ao grupo
A cultura colonial foi semelhante ao da península, e intelectuais proeminentes estavam entre os nascidos na América. Talvez uma das mais importantes foi Sor Juana Inés de la Cruz, que também foi dito que era lésbica, com base em amizades intensas que teve com várias mulheres, a beleza das quais é descrita em suas poesias.
| “ | Eu, portanto, minha querida Phyllis, que reverenciam como divino, que idolatram seu desdém e veneram seu rigor: [...] Sendo uma mulher, ou estando ausente, não é amoroso o impedimento; porque sabes tu que as almas distanciam e ignoram o sexo | ” |

### Pós-independência
Em 1821, o México tornou-se independente da Espanha e começou uma nova fase em sua história. Entretanto, a independência mexicana pouco modificou a realidade da homossexualidade no país, em parte devido à legislação vigente herdada dos colonizadores. Em 1863, as tropas francesas tomaram a Cidade do México em apoio à Maximiliano, que assumiu o trono e foi o imperador do país de 1864 até sua morte, em 1867. Fernando Bruquetas de Castro, em seu livro Reyes que amaron como reinas (Reis que amaram como rainhas), afirma que Maximiliano era homossexual. Parece que os rumores sobre sua homossexualidade se iniciaram no tribunal de Bruxelas, região onde nasceu sua esposa, a princesa Charlotte Amalie. A ruptura definitiva entre Maximiliano e Charlotte foi durante uma escala em Madeira, onde o futuro imperador aventurou-se no submundo homossexual da ilha. No México, Charlotte ficou grávida, possivelmente do Barão Alfred van Der Smissen, membro da guarda da rainha, enquanto o Imperador estava cercado por seus amigos do sexo masculino, como o príncipe Felix Salm-Salm e o Coronel Lopez, que foram fiéis a ele até o seu assassinato.
A invasão francesa trouxe o código penal francês para o México, que surgiu a partir da Revolução Francesa, onde não se menciona a sodomia, o que fez com que a homossexualidade deixasse de ser um crime no país. No entanto, em 1871, o novo Código Penal introduziu o "ataque à moralidade e decência" - uma noção relativamente vaga - cuja interpretação foi deixada para a polícia e os juízes, e passaria a ser usado contra os homossexuais. Assim, no final do século XIX, já havia se formado, na Cidade do México, uma subcultura homossexual, semelhante à de outras grandes cidades da América como Buenos Aires, Rio de Janeiro, Havana, Nova Iorque e Toronto. O trabalho de historiadores como Victor M. Macías-González, Pablo Picatto e Robert Buffington, entre outros, identificou espaços homossexuais como banheiros públicos, prisões e algumas praças e avenidas da capital. O trabalho do criminologista Roumagnac, por exemplo, dá detalhes sobre as práticas homossexuais nas prisões.
Na Primavera de 1918, Manuel Palafox, secretário-geral de Emiliano Zapata, foi acusado por inimigos políticos dentro do campo Zapatista de vazamento de informações por meio de relações homossexuais. Foi colocado sob a supervisão de Gildardo Magaña Cerda, mas escapou e tentou reunir os líderes zapatistas. Palafox morreu em 1959 sem a sua homossexualidade ter sido comprovada.
Na década de 1930 havia alguns bares e banheiros para homossexuais na Cidade do México, áreas como a Alameda Cruzeiro, o Zocalo, o Passeio da Reforma e o Calle Madero. Na década seguinte, durante a Segunda Guerra Mundial, havia dez a quinze bares voltados ao público homossexual, todos com autorização de funcionamento. Esta permissividade relativa terminou em 1959, quando o prefeito Uruchurtu ordenou o fechamento de cada bar gay na cidade depois de um triplo assassinato.

#### OBaile de los cuarenta y un maricones
O escândalo mais notório dos séculos XIX e XX foi chamado de Baile de los cuarenta y un maricones (Baile dos quarenta e um maricas, em português).
 O fato refere-se a uma operação ocorrida em 18 de novembro de 1901 , durante o mandato de Porfirio Díaz. O ataque, realizado nas ruas de La Paz (hoje rua Ezequiel Montes), foi contra uma dança de homens que estava sendo feita em uma casa privada, dos quais 22 estavam vestidos de homens e 19 de mulheres. A imprensa mexicana divulgou o fato, embora o Governo esforçou-se para encobrir o assunto, uma vez que os detidos pertenciam às classes mais altas da sociedade porfiriana. A lista de nomes dos envolvidos nunca foi revelada. Em 4 de dezembro de 1901 também houve um ataque a uma mulher lésbica, em Santa Maria, mas o assunto teve menos eco na sociedade.
O número 41 ou 42, referindo-se aos participantes do baile, tornou-se parte da cultura popular mexicana para se referir aos homossexuais. O fato e os números foram prorrogados por meio da imprensa, mas também a partir de gravuras, sátiras, espetáculos teatrais, literatura, pintura e até mesmo à televisão, na telenovela El vuelo del águila, exibida pela Televisa em 1994. Em 1906, Eduardo A. Castrejón publicou o livro Los cuarenta y uno e, cinco anos antes, em 1901, o pintor José Guadalupe Posada fez suas pinturas tornarem-se famosas ao retratar o caso nestas, sempre acompanhado por vários poemas publicados.

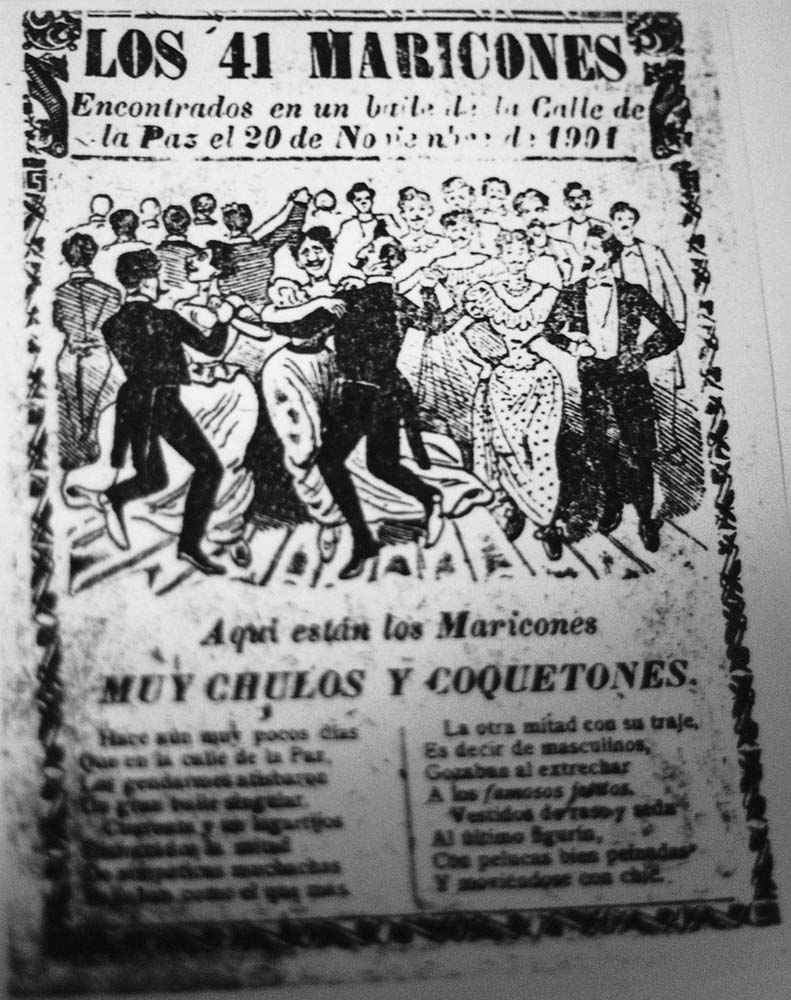
Jornal publicado em 1901, retratando o baile de los cuarenta y un maricones

O assunto foi tão longe, que o número 41 tornou-se um tabu no país. O militar Francisco L. Urquizo também escreveu sobre o fato:
| “ | No México o número 41 não tem validade e é ofensivo para os mexicanos [...] A influência dessa tradição é tal que, mesmo em número oficial, se esquece o numeral 41. Nem mesmo na Divisão do Exército, no Regimento de Batalhão, não se veste o número 41. Eles chegam ao número 40 e depois pulam diretamente para o 42. Nenhuma nomenclatura em casas municipais sustentam o número 41. Se por acaso não tiver escapatória, usa-se o 40 bis (2x). Não há quarto de hotel com este número, exceto no sanatório. Ninguém completa 41 anos, pulam dos 40 para os 42. Não há automóvel que leve a placa 41, nem policial ou agente que aceite esse numeral. | ” |

A história do Baile de los cuarenta y un maricones passou a ser usado desde então para realizar ataques contínuos, chantagens da polícia, tortura, espancamentos e até prisões, usando-se a mera menção de que é um "ataque a moral e os bons costumes".

### Sociedade no século XX
Em meados do século XX, muitos homossexuais ainda viviam na casa de suas família, de modo que suas atividades eram muitas vezes privadas ou clandestinas. No final do século XX e início do século XXI, os homossexuais permaneciam discretos sobre sua orientação sexual, enquanto muitos permaneciam no armário e alguns vivendo um segredo aberto.
A sociedade mexicana tem adotado o modelo do Mediterrâneo, através do qual os homossexuais são divididos em ativos e passivos, sustentando a visão de que os homossexuais passivos são "desprezíveis e efeminados", enquanto os ativos são vistos como mais masculinos e "discretos". No entanto, a visão europeia sobre as relações sexuais homossexuais, considerada mais cosmopolita (Dândi), também passou a ser difundida amplamente na sociedade mexicana. Essa visão sustentava que, numa relação sexual homossexual não existia o sujeito passivo e o ativo, mas sim uma ausência de definição, no qual os envolvidos realizavam ambos os atos e, por isso, passavam a ser considerados "internacionais" (mais tarde chamado de versáteis).
Entre muitos jovens e adultos gays mexicanos, passou a existir o chamado "sonho fálica", onde os Estados Unidos, o Canadá ou a Europa eram vistos como uma utopia sexual, onde se podia ser livre e abertamente gay. Muitos passaram a agir em conformidade, tentando fazer contatos com turistas estrangeiros ou residentes temporários como um trampolim para o destino de sonho. No entanto, muitos acabavam decepcionados com o destino sonhado, quando tinham de lidar com a homofobia e o racismo prevalecente.

### Movimento LGBT e ativismo político

Mapa do México coberto pela bandeira do arco-íris.

Até o final da década de 1960 não havia grupos LGBTs organizados e publicações sobre o tema. Os primeiros grupos LGBT foram formados no início de 1970, na Cidade do México e em Guadalajara. Em 15 de agosto de 1971, foram oficializados a Frente de Liberación Homosexual, o primeiro grupo deste segmento no México. Ele se dissolveu no ano seguinte. Uma das primeiras ativistas dos direitos LGBT foi Nancy Cárdenas, escritora, atriz e diretora de teatro, inspirada pelos movimentos LGBT da Europa e dos Estados Unidos. Em 1973, ela foi a primeira personalidade mexicana a discutir abertamente a sua homossexualidade na televisão.
Em 26 de julho de 1978, ocorreu a primeira marcha LGBT, vinculada ao protesto em favor da Revolução Cubana, tendo a presença de cerca de trinta pessoas. A marcha foi organizada pela Frente Homossexual de Ação Revolucionária (FHAR). Em 2 de outubro do mesmo ano, os grupos FLH, Lesbos, Oikabeth, Lambda Gay Liberation e Sex-Pol, junto a outras organizações da sociedade civil, marcharam na manifestação para comemorar o décimo aniversário do movimento Maio de 1968. Em 1979, a Frente Homossexual de Ação Revolucionária (FHAR) voltou a manifestar-se em favor da Revolução Sandinista na Nicarágua. O movimento LGBT no território do México estava em seus anos iniciais, sendo intimamente ligado aos movimentos alinhados ao cenário político de esquerda. No final de junho de 1979, realizou-se a primeira manifestação em favor dos direitos dos homossexuais, no aniversário da Rebelião de Stonewall. A liberdade de expressão sexual e críticas à repressão social e da polícia foram as principais questões levantadas pela manifestação. Desde então, passou-se a celebrar anualmente a marcha LGBT no Dia do Orgulho Gay. Entretanto, esses grupos e outros não tiveram a necessária continuidade em suas atividades.
Grupo mais notório na década de 1970, a Frente Homossexual de Ação Revolucionária (FHAR) se caracterizou por sua composição majoritariamente masculina. A presença de algumas mulheres emergiu a possibilidade de se constituir um grupo misto, sem obter uma participação equitativa. A FHAR adotou como linha de atuação o trabalho em grupos considerados marginalizados no México, como pessoas travestis e  transexuais, além da população carcerária, conhecidos vulgarmente como "mayates", "chacales" à época, devido sua proximidade com organizações de ideologias de esquerda.
Assim como outros centros urbanos latino-americanos, como Buenos Aires e San Juan, grupos LGBTs da Cidade do México viram-se inspirados nas organizações de luta contra a discriminação sexual da Europa e Estados Unidos. A coalização destes grupos, alinhada à perspectiva de mudanças sociais e políticas em uma América Latina governada por ditaduras à época, permitiu uma aproximação destas organizações com outras identificadas com a linguagem, simbolismo e ideologias de esquerda. A capital mexicana destacou-se no período por, juntamente com Buenos Aires e San Juan, sediar debates de ideias entre grupos ligados a ações voltadas contra a política de direitos LGBT de seus respectivos países, num momento em que outros importantes centros urbanos da América Latina, como São Paulo, Rio de Janeiro e Santiago viviam em regimes militares no governo e, portanto, estavam inteiramente ausentes deste processo.
O movimento LGBT foi, paradoxalmente, impulsionado pela crise da AIDS, que é acreditado ter chegado ao México em 1981. Cerca de 25 grupos LGBT focaram na luta contra a infecção, fazendo campanhas de prevenção e informação sobre relações sexuais seguras, além de informações sobre a própria doença, sem colocar de lado sua luta contra os preconceitos sociais dos setores mais conservadores, que consideraram que "a AIDS era um castigo divino." As manifestações, que se tornaram anuais, reivindicavam o fim à discriminação social contra os portadores de AIDS, especialmente no trabalho, hospitais e centros de saúde, e medidas preventivas, tais como a promoção do uso de preservativos. Na década de 90, ainda lutando pela cidadania LGBT, os movimentos sociais começaram a protestar contra os assassinatos de homossexuais, tentando defender o respeito à diversidade sexual.
Em 1992, Patria Jiménez e Gloria Careaga Pérez criaram a associação "El closet de Sor Juana", que tornou-se uma das associações LGBTs mais importantes do país, tendo sido a única ONG mexicana credenciada pela Organização das Nações Unidas para a Quarta Conferência Mundial sobre as Mulheres. Em 1997, Patria Jiménez se tornou a primeira pessoa abertamente LGBT a ser eleita para um assento no Congresso Nacional mexicano, como filiada ao Partido da Revolução Democrática. Em 2007, foi eleita ao Congresso Amaranta Gómez, uma transexual, identificada como muxe.

## Era contemporânea

### Discriminação, exclusão e homofobia
A homofobia é generalizada na sociedade mexicana. As estatísticas mostram que, entre 1995 e 2003, cerca de 887 pessoas foram mortas em crimes homofóbicos, como revelado em maio de 2007 na Câmara de Deputados do México, fazendo deste o segundo país com a maior taxa de crimes homofóbicos no mundo, depois do Brasil. Em um estudo jornalístico de Fernando del Collado, publicado sob o título "Homofobia, ódio, crime e justiça", é revelado mais de 400 mortes entre 1995 e 2005, ou seja, cerca de 3 assassinatos por mês. Porém, a Comissão dos Cidadãos contra os crimes de Ódio e Homofobia estimou que apenas um em cada quatro destes crimes são denunciados ou categorizados como homofobia. De janeiro a agosto de 2009 haviam sido mortos cerca de quarenta homossexuais, principalmente nos estados de Guerrero e Michoacán. A grande maioria dos crimes dar-se-á contra homossexuais do sexo masculino, sendo que entre 1995 e 2004, dezesseis assassinatos de mulheres lésbicas foram registrados. Os crimes são muitas vezes ignorados ou investigados com pouco interesse por parte da polícia, o que dá a impunidade ao delinquente em 98% dos casos. Outras formas de violência menos graves também são registradas. De acordo com um estudo de 2007, da Universidade Autónoma Metropolitana (UAM), a violência verbal é relativamente comum contra pessoas homossexuais, existindo em 32% dos casos. São verificados também outros crimes contra a população LGBT, tais como o assédio sexual (18%), assalto (12%), perseguição (12%) e ameaças (11%). O mesmo estudo da UAM verificou que a discriminação mais frequente ocorre em ambientes sociais, como a escola, e o local de trabalho. Além dos quais, cerca de 13% das pessoas LGBT são vítimas de discriminação em entrevistas de emprego, o que resulta em sua não-admissão em empresas por conta de sua orientação sexual. Crimes praticados pelo Estado ou seus representação também foram identificados no mesmo estudo, sendo o principal deles a ameaça de extorsão e detenção pela polícia (11%) e maus-tratos recebidos por funcionários públicos (10%).
Em tese, cerca de 71% dos jovens mexicanos não aceitariam que os homossexuais tivessem os mesmos direitos civis que os heterossexuais. Outra pesquisa, datada de 2006, mostra que 33% dos mexicanos sentem aversão a homossexuais, 40% não querem dirigentes políticos homossexuais e 32% não desejariam ter um vizinho gay. A homofobia também está profundamente enraizada na família. Em 2004, apenas quatro famílias de vítimas assassinadas por homofobia, num total de vinte e seis, se ofereceram para fornecer informações sobre o assunto para um comitê que estava investigando crimes relacionados à questões LGBTs. Na Cidade do México, em 2004, dos 125 cadáveres de homossexuais, apenas 75 foram reclamados por seus parentes, com treze corpos sendo identificados por familiares e, nos casos restantes, o registro de não comparecimento das famílias ao funeral, apesar de terem sido informadas. Há evidências de que jovens mexicanos foram internados em clínicas psiquiátricas após confessar suas sexualidades à familiares. Cerca de 16% dos jovens LGBT relataram terem sido rejeitados pela família e uma percentagem mais elevada confessou terem sido agredidos fisicamente por membros de sua família.
Numa pesquisa do Conselho Nacional para Prevenção da Discriminação (CONAPRED), em 2010, verificou-se que um em cada dois homossexuais ou bissexuais acredita que o principal problema que enfrentam na sociedade mexicana é a discriminação, seguido pela falta de aceitação e a crítica. A pesquisa demonstra, ainda, que essa percepção muda de acordo com o nível socioeconômico, já que a discriminação dar-se-á de forma mais acentuada entre a população com baixo nível socioeconômico (58,5%), enquanto nas classes média e alta esse índice atinge 37,4%. Também mostrou que os entrevistados se sentem mais rejeitados ou discriminados pela igreja ou a polícia, enquanto se sentem mais aceitos por seus amigos (82,9%) e familiares (75,4%).
De acordo com o CONAPRED, a homofobia também é muito recorrente no ambiente escolar. Segundo dados de uma pesquisa online sobre HIV e discriminação sexual no México, promovida pelo Conselho, 44 % dos entrevistados disseram que era sempre necessário esconder sua orientação ou preferência sexual na escola, enquanto 25 % destes afirmou quase sempre fazê-lo. Por outro lado, 57 % disseram receber ataques por causa de sua aparência, orientação sexual ou preferência. De certo modo, a cultura popular incentiva essa atitude. O grupo de rock mexicano Molotov lançou em 1997, em seu álbum ¿Dónde jugarán las niñas?, A canção Puto. A letra da canção contém frases como Marica nena más bien putín, Puto nace, puto se muere, Amo a matón / matarile al maricón / ¿¡y que quiere este hijo de puta!? / quiere llorar, Puto, le faltan tanates al / ¡puto! / le falta topiates / ¡puto! / le faltan tanates al puto puto.
A Igreja Católica também tem contribuído para uma visão negativa dos homossexuais. Em 2010, José Guadalupe Martín, bispo de León de Los Aldama e presidente da Conferência Episcopal Mexicana entre 2004 e 2006, cinco dias após o terremoto no Chile, deu a entender que os homossexuais (juntamente com a guerra contra o narcotráfico no país) são culpados por desastres naturais, por incorrer na ira de Deus pelo casamento gay:
| “ | A violência, o ódio, a vingança e a morte, ante as iniciativas de lei que afetam a base da sociedade como é a família, dada a insegurança e o sofrimento de tantas pessoas, é bom meditar sobre o tempo e nos perguntarmos se os terremotos, as chuvas e as inundações, não nos estará falando o Senhor ? Que nos está dizendo com tudo isso ? | ” |

Tratando sobre as consequências na comunidade LGBT, a Universidade Autónoma Metropolitana (UAM) também realizou pesquisa acerca do assunto. Nesta, foi verificado que 27% das pessoas LGBT com altos níveis de instrução passaram a sofrer de transtornos mentais e práticas de alcoolismo e 40% tinham pensamentos de suicídio - entre os quais 25% já haviam tentado cometê-lo. Mais recentemente, outro estudo conduzido pela Universidade Vanderbilt e datado de 2010 concluiu que 37,8% dos mexicanos apoiam o casamento entre pessoas do mesmo sexo. Em junho de 2020, de acordo com um estudo da empresa Pew Research Center, 69% da população mexicana acreditava que a sociedade deve aceitar a homossexualidade.

### Direitos LGBT

Igualdade no casamento entre pessoas do mesmo sexo nos estados mexicanos
Igualdade legal de casamentos de casais do mesmo sexo e do sexo oposto
As licenças de casamento são emitidas para casais do mesmo sexo, apesar de não serem permitidas pela lei estadual; eles podem levar mais tempo para processar ou ser mais caros do que licenças para casais do sexo oposto
Desigualdade no casamento: casais homossexuais casados não se qualificam como casados quando se trata de adoção de filhos

A comunidade LGBT tem conquistado alguns direitos no início do século XXI. Em 29 de abril de 2003, foi aprovada a Lei Federal para Prevenir e Eliminar a Discriminação. A lei, que ainda é vista como insuficiente, formalizou o Conselho Nacional para Prevenção da Discriminação (CONAPRED), que é responsável por receber, admitir e prover a resolução de casos de discriminação, além do desenvolvimento de ações para proteger todos os cidadãos de qualquer distinção ou exclusão, com base na origem étnica ou nacional, sexo, idade, deficiência, condição social ou econômica, saúde, gravidez, língua, religião, opinião, orientação sexual, estado civil ou qualquer outro fato que impeça ou anule o reconhecimento e exercício dos direitos e real igualdade de oportunidades para as pessoas. Desde a aprovação desta lei federal, dezesseis estados promulgaram leis estaduais tratando da discriminação e treze criminalizaram a discriminação baseada na orientação sexual como uma infração penal.
Em novembro de 2006, a Cidade do México promulgou a Ley de Sociedad de Convivencia. Chamada de "lei gay" na mídia mexicana de massa, esta disposição legal não é voltada exclusivamente para a população homossexual. A lei, em vigor desde a sua publicação no Jornal Oficial do governo, em 16 de março de 2007, oferece certos direitos, com apenas uma figura sendo obrigatória, sem o pleno reconhecimento de direitos que só seria alcançado com a figura de casamento oficializado. O Congresso de Coahuila alterou o Código Civil para se adequar à nova norma. A lei prevê direitos semelhantes ao casamento, mas proíbe a adoção aos casais homossexuais. Em 23 de novembro de 2009, foi apresentado uma iniciativa para alterar a legislação na Assembleia Legislativa do Distrito Federal, como parte da facção parlamentar do Partido da Revolução Democrática (PRD). A iniciativa foi aprovada em 21 de Dezembro do mesmo ano e publicada e ratificada pelo Chefe do governo do Distrito Federal, Marcelo Ebrard Casaubon. A Sociedade Unida para o Direito ao casamento do mesmo sexo (SUDCMS) foi a organização que reuniu um grande número de organizações da sociedade civil organizada, liderados por Lol Kin Castaneda Badillo e Judith Vazquez Arreola. Em 4 de março de 2010, entrou em vigor a lei na Cidade do México, permitindo o casamento gay com todos os direitos. Entretanto, a Procuradoria Geral da República entrou com um recurso contra a lei na Corte Suprema de Justiça da Nação, alegando que isto fazia do México o o primeiro país da América Latina a permitir meios extrajudiciais para este tipo de casamento.
Em 12 de março de 2010, realizou-se o primeiro casamento homossexual, com reconhecimento em todo o território mexicano. A partir de então, o dia 17 de maio foi decretado no México como o "Dia de tolerância e respeito às diferenças", incluindo as diferenças nas preferências sexuais.
O Supremo Tribunal de Justiça da Nação (SCJN), através da jurisprudência nº 43/2015, proferida em doze de junho daquele ano, concluiu pela inconstitucionalidade de todos os Códigos Civis estaduais que considerarem como casamento apenas a união entre homem e mulher. A jurisprudência foi vista como uma extensão do direito ao matrimônio a casais homossexuais em todo o país. Apesar desses avanços, em 2006, a população mexicana se mostrava esmagadoramente contrária ao casamento gay. Em uma pesquisa da Parametria, 61% dos entrevistados responderam "não", quando questionados se eles apoiariam uma emenda à Constituição objetivando legalizar o casamento gay. Apenas 17% responderam "sim" e outros 14% não responderam ou não tinham opinião sobre o assunto. Na mesma sondagem, 41% se opuseram à possibilidade de concessão dos mesmos direitos reservados a casais heterossexuais a parceiros do mesmo sexo, com apenas 28% apoiando esta possibilidade.
Outro estudo, desta vez conduzido pela universidade estadunidense de Vanderbilt, em 2010, concluiu que 37,8% da população mexicana apoiam o casamento entre pessoas do mesmo sexo no país. Em 2013, segundo um estudo da Pew Research Center, 61% dos mexicanos creem que a sociedade deve aceitar a homossexualidade.

### Mercado rosa
O mercado rosa (também chamado de mercado LGBT ou mercado-de-rosa) no México está estimado em 51.300 milhões de pesos (cerca de 4,663 milhões de dólares). O grupo de consumidores LGBT está sendo descoberto. Em 2005, o Gay Expo foi criado no país, que tem como objetivo informar as empresas e os serviços oferecidos para a comunidade LGBT. Empresários da região aderiram à Unión de Empresarios y Prestadores de Servicios a la Comunidad Lésbica, Gay, Bisexual y Transgénero (Unegay).
Um estudo realizado pela Agência Riva sobre o comportamento de consumidores mexicanos LGBTs, mostra que a forma como gays e lésbicas agem diferenciam-se. Enquanto gays são mais propensos a optarem por marcas em evidência e um estilo de vida mais casual, lésbicas não tendem a preferir nomes comerciais em evidência. Gays aderem a anúncios que estejam em visibilidade na comunidade, mas rejeitam anúncios com questões abertamente gays, porque temem serem identificados através do produto. Ambos, gays e lésbicas, têm grandes necessidades emocionais de serem aceitos, preferindo parceiros estáveis.
O chamado "turismo rosa" também é muito comum. Nos últimos anos, o México tem-se tornado um dos roteiros favoritos da comunidade LGBT em âmbito mundial. O destino de maior concentração é Puerto Vallarta, onde é relativamente comum casais do mesmo sexo de mãos dadas, na Zona Romántica. A área de Cancun também é atrativa, tentando atrair o público para eventos LGBT, como a Cancún Riviera Maya Gay Festival de Outono e o Cancun International Gay Festival. Para esse público, há duas agências de viagens especializadas, Opta Tours (desde 1991) e Babylon Tours. Outros destinos da comunidade LGBT no país incluem a Cidade do México e as ruínas maias.

## Cultura LGBT

### Pintura
Frida Kahlo, artista mexicana entre as mais conhecidas, era abertamente bissexual. Seus relacionamentos lésbicos eram menores e foram, em parte, ofuscados por seu romance com Diego Rivera. Sua importância para a comunidade LGBT não é tão notável, mas ela é vista como um ícone gay por seu caráter tido como lutador e inconformista. Outros pintores e artistas visuais LGBT nascidos ou radicados no México são Roberto Montenegro, Nahum B. Zenil, Julio Galan, Roberto Márquez, Magali Lara e Carla Rippey.

### Literatura
O autor LGBT mexicano de maior êxito é Luis Zapata Quiroz, com diversas obras voltadas à literatura homossexual mexicana. Carlos Monsiváis também destacou-se entre os artistas contemporâneos, especialmente por suas críticas acerca do profundo homoerotismo presente nas obras de poetas pertencentes ao grupo intitulado Los Contemporáneos, surgido em 1928. Xavier Villaurrutia, Salvador Novo e Carlos Pellicer Cámara eram alguns dos escritores homossexuais que integravam este grupo.
Alguns Chicanos - pessoas nascidas nos Estados Unidos, cujos pais são imigrantes mexicanos - da comunidade LGBT também possuem trabalhos relevantes, entre os quais se incluem Gloria E. Anzaldúa (escritora feminista e ativista), Cherríe Moraga (poeta, dramaturga e ensaísta) e Francisco X. Alarcón (professor da Universidade da Califórnia).
Em 1996, a antologia De amores marginales foi publicada pela Universidad Veracruzana. A publicação envolve dezesseis contos ligados a temas homossexuais, todos estes de autoria de escritores LGBT pertencentes a gerações e estéticas literárias diferentes. Congratula-se por ter sido a primeira compilação de contos homoafetivos no país, muito embora outras poublicações individuais tenham sido lançadas antes do aludido ano. Para além desta produção, El vampiro de la colonia Roma (1979), escrita por Luis Zapata Quiroz; Utopia Gay (1984), assinada por José Rafael Calva; e Las puberes caneforas (1988), de Jose Joaquin Blanco, também são romances mexicanos notáveis que adentram no mérito de relações afetivas não heterossexuais.

### Música
No cenário musical mexicano, pode-se mencionar Juan Gabriel, um dos compositores mais importantes da música popular mexicana; Christian Chávez, cantor abertamente homossexual que integrou o grupo musical RBD, tendo servido como porta-voz das pospostas de campanha de Barack Obama para a comunidade LGBT nas eleições presidenciais estadunidenses em 2012, além de Chavela Vargas (nascida na Costa Rica, mas radicada no México), cujas letras de suas canções contém claros elementos lésbicos.  La macorina, uma das canções de Chavela Vargas lançada em 1961, apresenta, entre suas estrofes:
Tus senos carne de anón

Tu boca una bendición
De guanabana madura
Y era tu fina cintura
La misma de aquel danzón
Ponme la mano aquí Macorina

Ponme la mano aquí
Outro cantor muito popular no cenário LGBT mexicano, especialmente entre as drag queens ao fazer shows em clubes locais, é o cantor e compositor Juan Gabriel, um dos artistas mais destacados na música ranchera e mariachi, cujo trabalho foi indicado diversas vezes aos Prêmios Grammy e ao Grammy Latino. Em que pese sua notável popularidade entre a comunidade LGBT, ele nunca revelou sua sexualidade abertamente.
Um dos centros de cultura e diversão homossexual no México é a Zona Rosa, uma série de ruas na Cidade do México.  No entanto, a investida da administração da demarcação territorial de Cuauhtémoc - em cujo território está localizada a Zona Rosa - consistida especialmente em operações policiais relacionadas ao combate ao tráfico de drogas, serviços de prostituição e outros crimes, foram alvos de grupos LGBT que denunciam os eventos como uma forma de homofobia.